# Прокуратура
Прокуратура (від лат. procurare — піклуватися, керувати) — орган державної влади, на який Конституцією України покладено обов'язки щодо:
- підтримання публічного обвинувачення в суді;
- організація і процесуальне керівництво досудовим розслідуванням;
- вирішення відповідно до закону інших питань під час кримінального провадження;
- нагляд за негласними та іншими слідчими і розшуковими діями органів правопорядку;
- представництво інтересів держави в суді у виключних випадках і в порядку, що визначені законом.